# Чако Петролеро
«Ча́ко Петроле́ро» (англ. Club Chaco Petrolero) — боливийский футбольный клуб из фактической столицы страны Ла-Паса. Чемпион Боливии 1970 года.

## История
Клуб «Чако Петролеро» был основан 15 апреля 1944 года. Название команды переводится как «Нефтяник Чако». «Чако Петролеро» позиционируется как команда рабочих.
В 1970 году «Чако» выиграл Кубок Симона Боли́вара, который на тот момент являлся аналогом чемпионата страны. В следующем году «нефтяники» финишировали в чемпионате Боливии на втором месте, и больше подобных достижений не добивались.
В 1971 и 1972 годах «Чако Петролеро» представлял Боливию в Кубке Либертадорес. В дебютном розыгрыше команда сумела занять третье место в группе 2, опередив по дополнительным показателям соотечественников — «Стронгест», и уступив двум уругвайским грандам (будущему победителю «Насьоналю» и «Пеньяролю»). В 1972 году «Чако» с двумя очками занял последнее место в своей группе.
С 1980-х годов результаты команды пошли на убывание, она часто боролась за выживание, вылетала и возвращалась обратно в высший дивизион. Последний раз в элите «Чако Петролеро» выступал в 1998 году — заняв последнее 12-е место, команда вылетела в региональные лиги. В 2013 году «Чако» в последний раз выступал на профессиональном уровне в дивизионе Насьональ B, причём последние семь матчей команда проиграла с общим счётом 6:27. С 2014 года выступает в региональной лиге Ла-Паса.
«Чако Петролеро» — 9-кратный чемпион футбольной лиги Ла-Паса.

## Достижения
- Чемпион Боливии (профессиональные титулы) (1): 1970
- Вице-чемпион Боливии (1): 1971
- Финалист Кубка Симона Боливара (1): 1995
- Чемпион Лиги Ла-Паса (9): 1955, 1962, 1981, 1987, 1989, 1990, 1992, 1994, 1995

## Международные турниры
- Участник Кубка Либертадорес (2): 1971, 1972